# 脊髓半切综合征
脊髓半切综合征（Brown-Séquard syndrome，布朗-塞加尔综合征）是一种在脊髓受到侧向半切时发生的综合征，可导致感觉官能丧失和肌肉瘫痪。该病首先与1850-1851年间由神经生理学家夏尔-爱德华·布朗-塞加尔发现，常常由于脊髓受到挫伤或其他损伤时发生，少数情况下也由椎管肿瘤导致。
脊髓由下行的运动神经和上行的感觉神经构成，对脊髓侧面的部分损害并不会导致全面瘫痪：在脊髓损伤的半边身体（同侧）中，由神经控制的肌肉会瘫痪，感觉能力障碍；而在异侧则会发生温度及疼痛感知紊乱。

## 病理学

### 解剖学背景
用于粗感觉（原始感觉、粗触觉、温度和疼痛的感觉）的传导束从脊神经根穿入脊髓，与对侧同一部分交叉。它们作为脊髓丘脑束（包括前束、侧束）从此处出发直达丘脑，在那儿转向大脑皮层的感觉区域。